# Ecribellate Spinnen
Unter ecribellaten Spinnen versteht man die Gruppe von echten Webspinnen, die über kein Cribellum und Calamistrum verfügen. Ihr Spinnapparat erzeugt statt einer feinen Fangwolle dickere Fäden. Diese sind für die verschiedenen Zwecke (Netzbau, Beutefang, Kokon) unterschiedlich aufgebaut.
Im Gegensatz zu den cribellaten Spinnen wird die Beute nicht mit Hilfe einer feinen Fangwolle gefangen. Stattdessen können ecribellate Spinnen die Fangfäden mit Tröpfchen einer klebrigen Substanz benetzen, die parallel zum eigentlichen Faden aus benachbarten Drüsenöffnungen abgesondert wird. Die Beute verheddert sich nicht in den Einzelfäden, sondern bleibt an ihnen kleben.
Für den Bau von Netzen erzeugen ecribellate Spinnen einen anderen Fadentyp. Dieser ist meist deutlich kräftiger und nicht mit Leim benetzt. Mit diesen Fäden baut die Spinne die tragende Struktur des Netzes. Wenn sie sich durch das Netz bewegt, greift sie ausschließlich diese Fäden, da sie an den klebenden Fangfäden auch selbst festkleben würde.
Zum Bau von Kokons, Spermanetzen und Radnetzen können noch weitere Fadentypen erzeugt werden.